# Société d'Émulation de Montbéliard
La Société d'Émulation de Montbéliard (SEM) est une société savante fondée en 1851 dans le cadre de l'ancienne principauté wurtembergoise de Montbéliard dont elle entend contribuer à préserver le patrimoine culturel.

## Présentation générale
La Société d'Émulation de Montbéliard a été fondée en 1851 par le docteur Étienne Muston, ce qui en fait la plus ancienne association culturelle du Pays de Montbéliard. Bien qu'aujourd'hui intégré à la Franche-Comté, le Pays de Montbéliard a été pendant plus de trois siècles une principauté allemande luthérienne rattachée au duché de Wurtemberg. Un patrimoine et des traditions spécifiques s'y sont développés sous l'influence de l'Allemagne méridionale. C'est en particulier ce patrimoine que la SEM a pour objectif de protéger en encourageant les Lettres, les Sciences et les Arts à Montbéliard et dans son « Pays ».
Le siège de la SEM est à l'Hôtel Beurnier-Rossel, place Saint-Martin à Montbéliard, où se trouve également le musée Beurnier-Rossel.
Ce bâtiment avait été légué à la ville en 1909 par le docteur Louis Beurnier. La SEM s'y trouve depuis 1933.
La SEM compte environ 700 adhérents (en 2009). Elle organise sept conférences et une journée d'étude chaque année, sur des thématiques intéressant le Pays de Montbéliard. Elle publie les actes de ces rencontres dans ses bulletins et mémoires, ainsi que des hors-série.
La SEM est à l'origine des deux musées de Montbéliard, dont les collections ont été réunies par les membres de la SEM : 
- Le musée du Château, dont l'essentiel des collections a été donné à la ville de Montbéliard en 1960 ;
- Le musée d’Art et d’Histoire, dont les collections ont été également données à la ville en 1992[5].

Par sa politique de mécénat, la SEM continue, conformément à ses buts, à enrichir les collections de ces deux musées.
Les mémoires annuels de la SEM représentent quelque 131 volumes plus une vingtaine de hors-série. Ils constituent une ressource clé dans toute étude portant sur le Pays de Montbéliard. Sa bibliothèque, ouverte au public, conserve de nombreux ouvrages concernant Montbéliard et les publications de 85 sociétés savantes correspondantes de la SEM.

## Distinction
En 1994, l'un des ouvrages hors-série de la SEM a reçu un prix de l’Académie des sciences morales et politiques.

## Statuts
Les statuts associatifs initiaux de 1851 ont été mis en accord avec la loi de 1901 puis révisés en 1981 à l'occasion du dépôt du dossier de reconnaissance d’utilité publique. Celui-ci lui a été accordé en 1984. Ils ont été à nouveau révisés en 2004.